# Língua ket
A língua ket, que já foi chamada de yenisei ostyak, é uma língua da Sibéria que sempre foi considerada como uma língua isolada, a única sobrevivente das chamadas línguas da família inenissei falada na região da bacia do Rio Ienissei
pelo povo ‘’’Ket’’’.
A língua é considerada como em extinção, pois a quantidade de Kets que são falantes nativos da língua vem caindo de uns 1225 registrados em 1926 para cerca de 540 em 1989. Outra língua dita como do grupo ienissei, a yugh, é hoje considerada como extinta.

## Classificação
Estudiosos da União Soviética buscaram estabelecer relações entre a língua Ket a língua burushaski ou com as línguas sino-tibetanas ou ainda com as língua dene-caucasianas, hipótese já levantada muitas vezes. Durante o século XIX, os Kets eram confundidos com uma tribo fino-úgrica de nome “khanty”. 
Assim, em fevereiro de 2008, o lingüista  Edward Vajda propôs uma ligação com as línguas na-dene da América do norte. Seus estudos tiveram opiniões favoráveis de diversos estudiosos das Na-dené e das ienisseis e lingüistas destacados, dentre os quais Michael Krauss, Jeff Leer, James Kari, Heinrich Werner, Bernard Comrie, Johanna Nichols, Victor Golla, Michael Fortescue, e Eric Hamp.

## Pesquisas e escritos
- Os primeiros estudos sobre a língua foram publicados por P. S. Pallas em 1788 num diário de viagem  (Путешествия по разным провинциям Русского Государства Puteshestviya po raznim provintsiyam Russkogo Gosudarstva).
- Em 1858, M. A. Castrén publicou a primeira gramática +e dicionário (Versuch einer jenissei-ostjakischen und Kottischen Sprachlehre), o qual incluía material sobre uma Língua chamada “Kot”. * A. Karger em 1934 publicou a primeira gramática Ket (Кетский язык Ketskij jazyk) e um livro Ket (Букварь на кетском языке Bukvar' na ketskom jazyke).
- Outros estudos apareceram em 1968, escritos por A. Kreinovich.
- E. Alekseyenko escreveu um tratado histórico-etnológico da cultura Ket (Кеты Kety, 1967).
- Uma monografia de Edward Vajda's (2004) foi a primeira gramática da  moderna condição da língua KET, com explanações em inglês.

## Fonologia

### Vogais
|               | Frontal | Central | Posterior |
| ------------- | ------- | ------- | --------- |
| Fechada       | i       | ɨ       | u         |
| Fechada Média | (e) 1   |         | (o) 1     |
| Mediana       |         | ə       |           |
| Aberta Média  | ɛ       |         | ɔ         |
| Aberta        | a ²     | a ²     | a ²       |

1. /ɛ/ e /ɔ/ são pronunciadas como [e] e [o], respectivamente, quando tiverem o Tom Alto Fixo.
2. /a/ varia de forma livre entre [æ], [a], [ɐ], [ɑ].

### Consoantes
|            |            | Bilabial | Alveolar | Palatal | Velar | Uvular | Glotal |
| ---------- | ---------- | -------- | -------- | ------- | ----- | ------ | ------ |
| Nasal¹     | Nasal¹     | m        | n        |         | ŋ     |        |        |
| Plosiva    | Surda      | p        | t        |         | k     | q      | ʔ      |
| Plosiva    | Sonora     | b        | d        |         | ɡ     | ɢ      |        |
| Fricativa  | Surda      |          | s        | ç       | (x)   | (χ)    | h      |
| Fricativa  | Sonora     | β        |          | ʝ       | ɣ     | ʁ      |        |
| tipo "Tap" | tipo "Tap" |          | ɾ        |         |       |        |        |
| Vibrante   | Vibrante   |          | r        |         |       |        |        |
| Lateral    | Lateral    |          | l        |         |       |        |        |

1. Todas consoantes Nasais do Ket tem aloformas "surdas" no final de palavras mono-silábicas, com Tom glotalizado ou descendente (Ex. [m, n, ŋ] mudada para [m̥, n̥, ŋ̥]), como também, [l] se torna [ɬ] na mesma situação.

### Tons
Se Ket é ou não uma linguagem Tonal, isso é passível de debate, mas a maioria dos estudiosos acredita assim. Porém, de forma diferente das demais línguas tonais, Ket não emprega tons em todas as sílabas. Usa apenas um Tom por palavra. Os cinco tons básicos são:
| Denominação        | Glotalizado     | Alto Fixo      | Subindo-Descendo | Caindo                | Subindo Alto-Caindo |
| ------------------ | --------------- | -------------- | ---------------- | --------------------- | ------------------- |
| “Contornos” do Tom | 34              | 55             | 13.31            | 31                    | 13.53               |
| Exemplos           | [bɛ̌ʔs] "coelho" | [súl] "sangue" | [hə̌.nûl] "poça"  | [ɛ̂m̥] "esquilo voador" | [qǐ.bá͜âŋ] "avós"    |

## Alfabeto
Nos anos 1930 uma alabeto com base no latino foi criado e passou a ser usado:
| A a | Ā ā | Æ æ | B b | Ç ç | D d | E e | Ē ē |
| Ə ə | F f | G g | H h | Ҕ ҕ | I i | Ī ī | J j |
| K k | L l | M m | N n | Ņ ņ | Ŋ ŋ | O o | Ō ō |
| P p | Q q | R r | S s | Ş ş | T t | U u | Ū ū |
| V v | Z z | Ƶ ƶ | Ь ь |     |     |     |     |

Nos anos 1980 um novo alfabeto com base no cirílico foi criado
| А а | Б б | В в | Г г | Г̡ г̡ | Д д | Е е | Ё ё |
| Ж ж | З з | И и | Й й | К к | Ӄ ӄ | Л л | М м |
| Н н | Ӈ ӈ | О о | Ө ө | П п | Р р | С с | Т т |
| У у | Ф ф | Х х | Ц ц | Ч ч | Ш ш | Щ щ | Ъ ъ |
| Ә ә | Ы ы | Ь ь | ’   | Э э | Ю ю | Я я |     |

## Literatura
- N. K. Karger, Кетский язык. — Языки и письменность народов Севера. Ч. III, Moscow, Leningrad (1934)
- E. A. Kreinovich, Кетский язык. — Языки народов СССР. Т. V, Leningrad (1968)
- Edward J. Vajda. Ket Prosodic Phonology. (2000)  Munich: Lincom Europa Languages of the World vol. 15.
- Edward J. Vajda. Ket. (2004) Munich: Lincom Europa Languages of the World vol. 204. ISBN 3895862215. 109pp.
- E. Vajda, M. Zinn.  Morfologicheskii slovar ketskogo glagola: na osnove iuzhno-ketskogo dialekta. = Morphological dictionary of the Ket verb: Southern dialect / E. Vajda, M. Zinn. (2004)